# يوكي موريكاوا
يوكي موريكاوا (باليابانية: 森川 裕基) (7 يناير 1993 في كيوتو في اليابان – )؛ هو لاعب كرة قدم ياباني سابق كان يلعب كمهاجم.

## وصلات خارجية
- يوكي موريكاوا على موقع رابطة كرة القدم اليابانية للمحترفين (اليابانية)
- يوكي موريكاوا على موقع قاعدة بيانات كرة القدم.إي يو (الإنجليزية)
- يوكي موريكاوا على موقع Soccerway.com (الإنجليزية)
- يوكي موريكاوا على موقع عالم كرة القدم.نت (الإنجليزية)